# Lycée Charlemagne

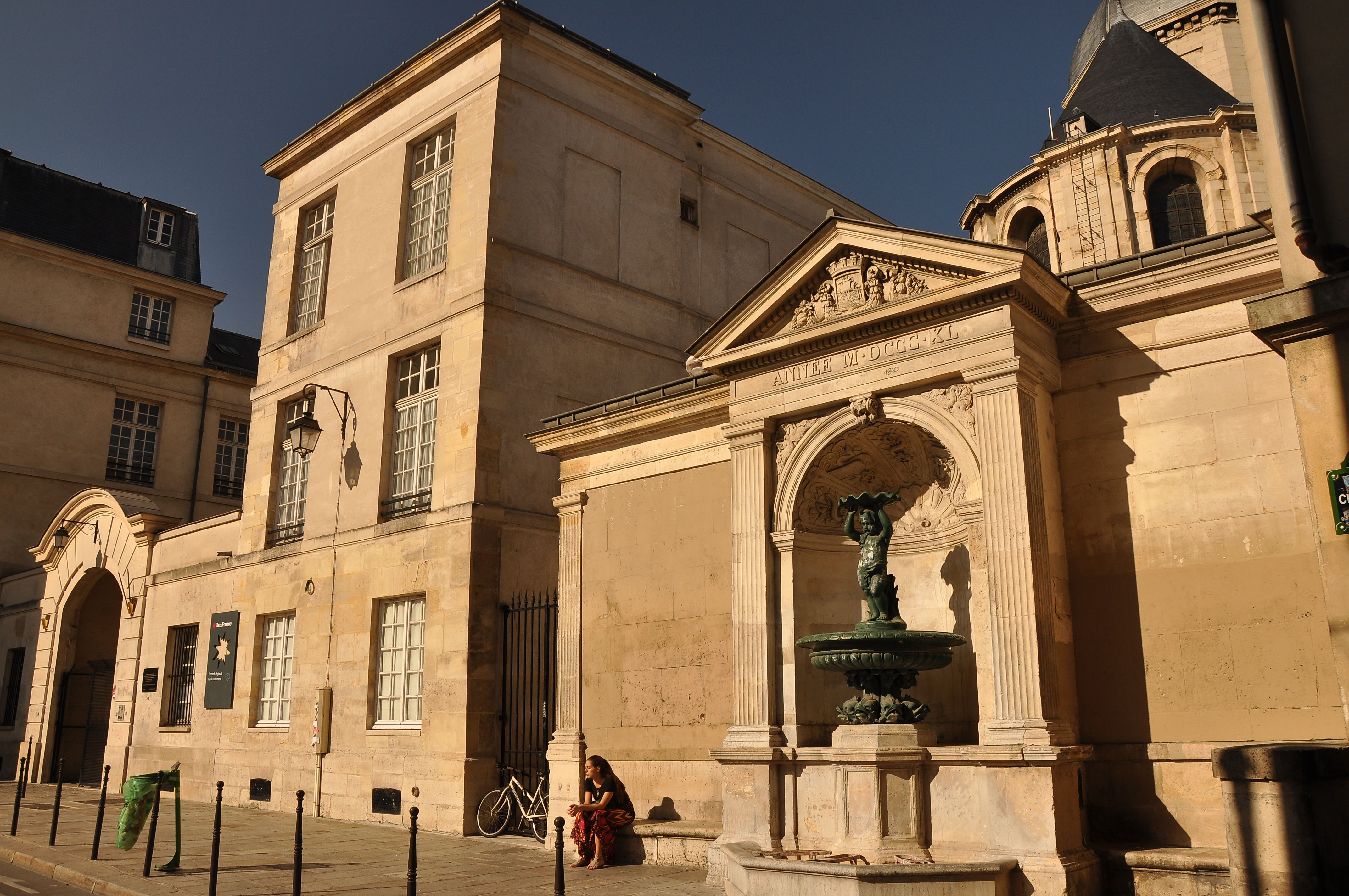
Liceo Carlomagno

El Lycée Charlemagne o Liceo Carlomagno es un colegio ubicado en el IV Distrito de París.

## Historia
En 1580 el Cardenal de Borbón compró el Hotel de Rochepot y Damville a Diana de Francia. El Cardenal donó la propiedad a los jesuitas, quienes demolieron el edificio principal ubicado en la calle Saint Antoine y construyeron una capilla dedicada a San Luis. Durante el siglo XVII los jesuitas construyeron en los terrenos de Felipe Augusto su residencia (Casa Profesa de París), la que se sirvió de hogar para los confesores de los reyes de Francia.
En 1767, tras la expulsión de la Compañía de Jesús, los genovevos de Val-des-Écoliers (Congregación de Francia) adquirieron la casa y la convirtieron en el Real Priorato de San Luis de Couture.
Durante la Revolución francesa la Asamblea Constituyente suprimió las órdenes monásticas y la antigua casa profesa se convirtió en la Escuela Central de la calle Saint Antoine (École Central de la rue Saint-Antoine).
En 1802, durante el gobierno de Napoleón, una ley convirtió a la Escuela Central en el Liceo Carlomagno (Lycée Charlemagne).

## Alumni
- Abel-François Villemain, político francés.
- Edmond About, escritor francés.
- Édouard Lucas, matemático francés.
- Fustel de Coulanges, historiador francés.
- Jean Cassou, crítico de arte francés.
- Jorge Chávez, aviador peruano.
- Jules Michelet, historiador francés.
- Lucien Berland, entomólogo francés.
- Louis Leygue, escultor francés.
- Pierre Janssen, astrónomo francés.
- Raymond Radiguet, escritor francés.

- Datos: Q748307